# Nesozineus alphoides
Nesozineus alphoides là một loài bọ cánh cứng trong họ Cerambycidae.